# Las Américas International Airport
Las Américas International Airport is de op een na voornaamste luchthaven van de Dominicaanse Republiek en ligt in Punta Caucedo, aan de zuidelijke kustlijn van het eiland Hispaniola. De luchthaven ligt zo'n 15 km ten oosten van de hoofdstad Santa Domingo en 15 km ten westen van de grote stad Boca Chica. In 2011 verwerkte de luchthaven 3.074.445 passagiers. Punta Cana International Airport is de grootste luchthaven van het land met 4.460.583 passagiers.
De luchthaven werd geopend in 1959 en kreeg in 2002 de naam van "Aeropuerto Internacional Las Américas - José Francisco Peña Gómez (AIJFPG)". De meest gebruikte naam is evenwel Las Américas International Airport of Las Américas.
De luchthaven is een hub voor Air Century, Arajet en RED Air.